# Al Crane
Al Crane est une série de bande dessinée française écrite par Gérard Lauzier et dessinée par Alexis, publiée dans Pilote mensuel en 1976 et 1977.
Ce western parodique, quoique dessinée dans un style réaliste, est selon l'encyclopédiste Patrick Gaumer « l'une des séries les plus corrosives des années 1970 ». Elle a été interrompue par le décès brutal de son dessinateur.
En 1983, Bérurier noir reprend le texte d'une des histoires pour sa chanson « Frères d’armes ! », sur l'album Macadam Massacre.

## Publications

### DansPilote mensuel
Toutes ces histoires sont longues de 8 pages, hormis la première (7 pages) et la troisième (6 pages).
1. « Le retour d'Al Crane », Pilote no 25 bis, juin 1976.
2. « Frères d'armes », Pilote no 26, juillet 1976.
3. « Vacances texanes », Pilote no 27, août 1976.
4. « La chevauchée d’Al Crane », Pilote no 28, septembre 1976.
5. « Une éducation d’homme », Pilote no 30, novembre 1976.
6. « Chasseur de primes », Pilote no 31, décembre 1976.
7. « Al Crane au Mexique », Pilote no 33, février 1977.
8. « Élections à San Diégo », Pilote no 34, mars 1977.
9. « Dieu sait prendre soin de ses enfants », Pilote no 35, avril 1977.
10. « Le Train fou », Pilote no 36, mai 1977.
11. « Mariage à Gold Valley », Pilote no 38, juillet 1977.
12. « La Vie d'artiste », Pilote no 41, octobre 1977.

### Albums
- Al Crane, Dargaud, coll. « Pilote » (Vents d'Ouest depuis 1992) :

1. Les Aventures d'Al Crane, 1977  (ISBN 2205011782).
2. Le Retour d'Al Crane, 1978  (ISBN 2205011847)[3].

- Les Aventures d'Al Crane, Dargaud, 1984  (ISBN 2205026542). Intégrale.